# Mostafa Tschamran

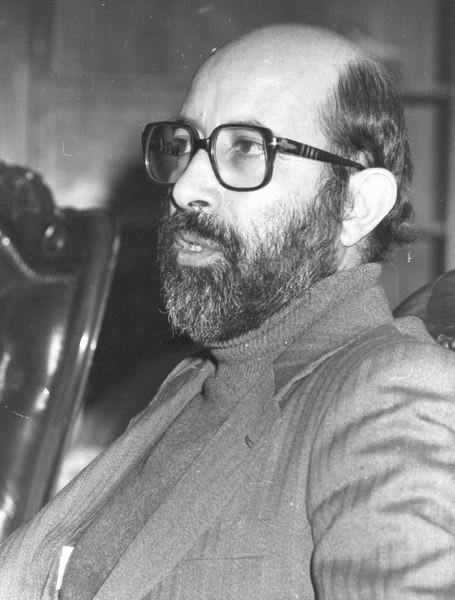
Mostafa Tschamran

Mostafa Tschamran Sawei (auch Mustafa, englisch Mostafa Chamran, persisch مصطفی چمران ساوه ای, DMG Moṣṭafā Čamrān-e Sāwe’ī; * 1932 in Teheran; † 21. Juni 1981 in Abadan) war ein iranischer Verteidigungsminister und Abgeordneter im iranischen Parlament. Er gilt als einer der bekanntesten Märtyrer der Anfangszeit der Islamischen Republik Iran.

## Ausbildung
Mostafa Tschamran wurde 1932 in Teheran geboren. Mit 15 Jahren begann er in islamischen Kreisen aktiv zu werden und nahm an den Vorlesungen über die Auslegung (tafsīr) des Heiligen Quran von Ajatollah Mahmud Taleghani teil. Die Fächer Logik und Philosophie lernte er bei Ajatollah Morteza Motahhari. Seine besonderen Lernfähigkeiten brachten ihm ein Auslandsstipendium zum Studium in den USA ein. Dort lernte er insgesamt 14 Jahre bis zu seiner Masterarbeit an der Texas A&M University und anschließend Doktorarbeit im Bereich der Elektronik und Plasmaphysik an der University of California. Im Anschluss arbeitete er in der Forschung im Bereich der Satelliten-Technik und Radar-Strahlung. Er hatte neben seiner Muttersprache Persisch auch Arabisch und Englisch gelernt und sprach daneben auch Französisch und Deutsch.

## Revolutionäre Aktivitäten
Während seiner Reisen durch die Welt trat er in einen intensiven Kontakt mit islamischen Gruppen in Algerien, Ägypten, Libanon und Syrien. Im Libanon lernte er vom islamischen Widerstand gegen die damalige Besatzung durch Israel und übernahm acht Jahre lang die Leitung der Technischen Hochschule Dschabal-Amal im Südlibanon. Er war an der Seite der Amal-Miliz an den Kämpfen gegen die israelischen Besatzungstruppen und gegen die verschiedenen Bürgerkriegsparteien beteiligt.

## Iranischer Verteidigungsminister
Nach der Islamischen Revolution im Iran kehrte er in seine Heimat zurück. Aufgrund seiner Erfahrungen im Ausland wurde ihm das Kommando über eine Einheit der Pasdaran anvertraut; später wurde er als Verteidigungsminister nominiert. Er nahm am Widerstand gegen die Konterrevolution teil und wurde im März 1980 von der Teheraner Bevölkerung als ein Vertreter in die islamische Beratungsversammlung (Madschles) gewählt. Ajatollah Ruhollah Chomeini ernannte ihn zu seinem Vertreter im Sicherheitsrat und als seinen militärischen Berater.

## Iran-Irak Krieg
Nach dem Einmarsch des Irak 1980 in den Iran ging er in die Provinz Ahwaz und organisierte den Widerstand mit einer Guerillataktik, da sich die reguläre Armee im Zuge der Revolution größtenteils aufgelöst hatte. Er verließ die Front nicht mehr bis zu seinem Tod. Am 21. Mai 1981 kam Mostafa Tschamran in der Stadt Abadan – nach offiziellen Angaben der iranischen Regierung – durch einen Bombensplitter ums Leben. Nach anderen Angaben verlor er sein Leben durch ein Attentat, befohlen von Verantwortlichen des Chomeini-Regimes. Er wurde später auf dem Friedhof Behescht-e-Zahra bei Teheran begraben. Er hatte bis zu seinem Tod zahlreiche politische Schriften verfasst, die meistens ohne sich selbst als Autor anzugeben veröffentlicht wurden.

## Belege
1. ↑  Bernard Reich, Political Leaders of the Contemporary Middle East and North Africa  p.466
2. ↑  Daniel Brumberg, Reinventing Khomeini p.272
3. ↑  H.E. Chehabi, Distant Relations p.208
4. ↑  Houchang E. Chehabi, Iranian Politics and Religious Modernism p.293
5. ↑  Manouchehr Ganji, Defying the Iranian Revolution p.109

| Personendaten    | Personendaten                                                                                               |
| ---------------- | --- |
| NAME             | Tschamran, Mostafa                                                                                          |
| ALTERNATIVNAMEN  | Tschamran Sawei, Mostafa (vollständiger Name); Tschamran, Mustafa; Chamran, Mostafa; مصطفی چمران (persisch) |
| KURZBESCHREIBUNG | iranischer Verteidigungsminister und Abgeordneter im iranischen Parlament                                   |
| GEBURTSDATUM     | 1932 |
| GEBURTSORT       | Teheran, Iran                                                                                               |
| STERBEDATUM      | 21. Juni 1981                                                                                               |
| STERBEORT        | Abadan, Iran                                                                                                |